# Alcyonium rubrum
Alcyonium rubrum är en korallart som beskrevs av Stokvis och van Ofwegen 2007. Alcyonium rubrum ingår i släktet Alcyonium och familjen läderkoraller. Inga underarter finns listade i Catalogue of Life.